# Наскальные рисунки аборигенов Австралии

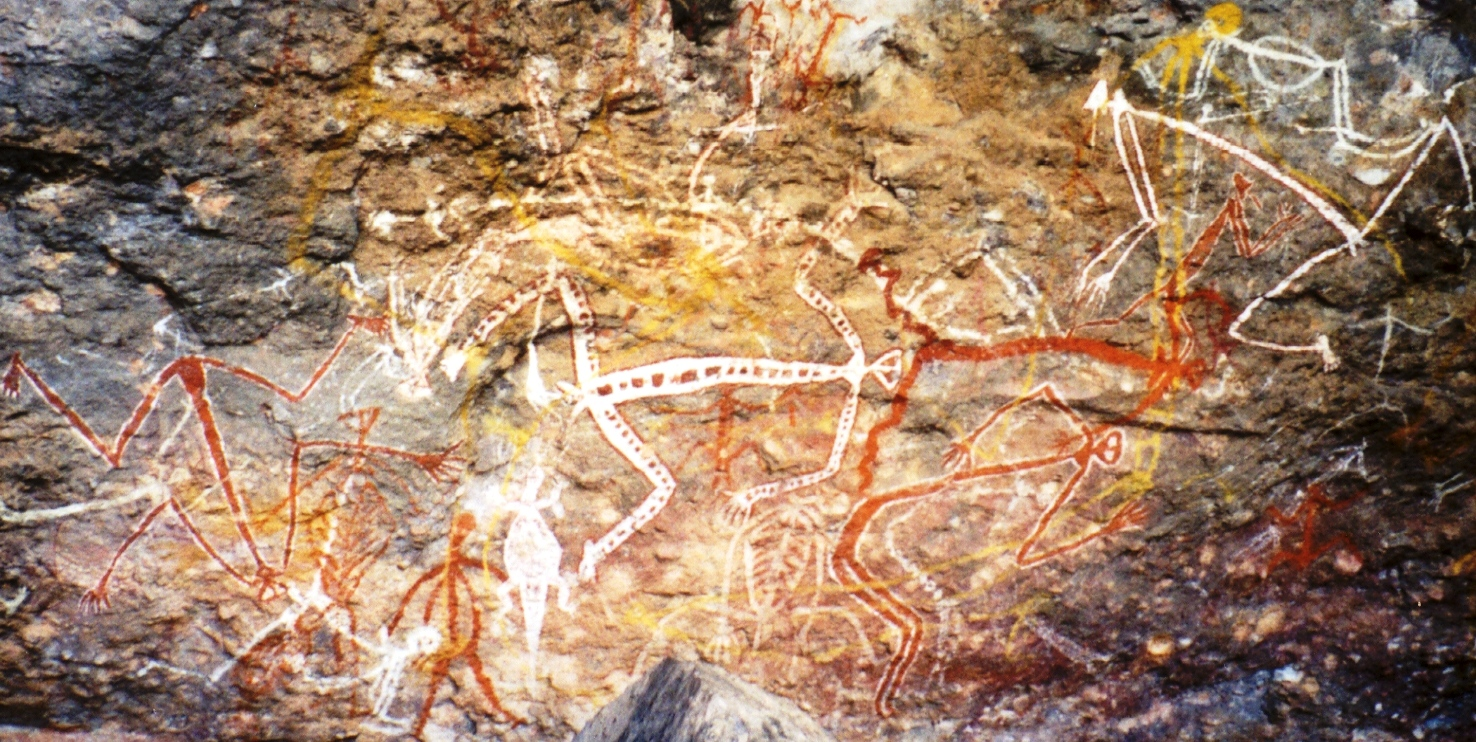
Наскальная живопись в стиле «Мими», Национальный парк Какаду, Австралия

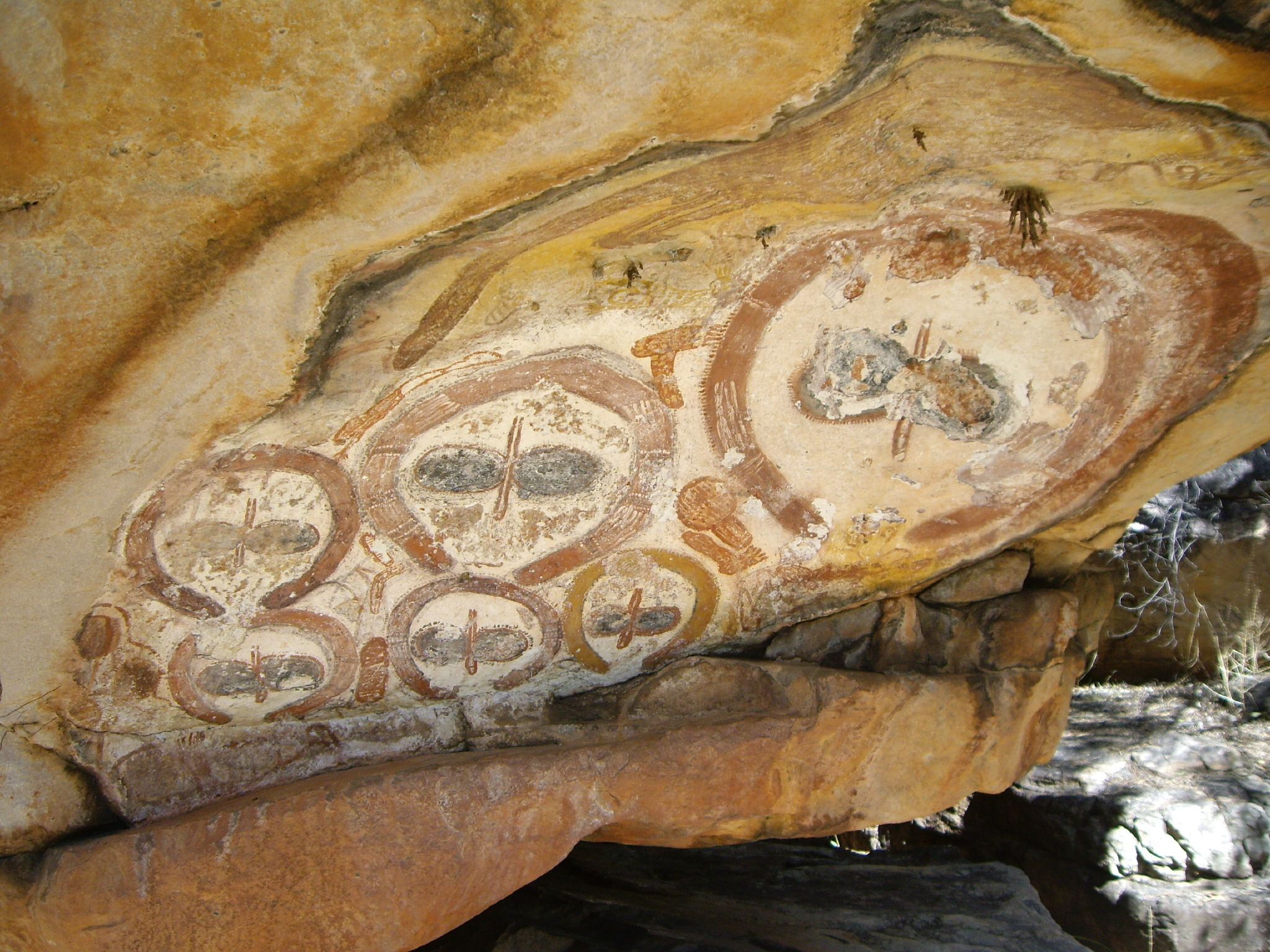
Наскальная живопись в Кимберли, Западная Австралия

Наскальные рисунки аборигенов Австралии — сохранившиеся в Австралии рисунки в пещерах и на скалах, а также петроглифы. Особенно их много в древних массивах Кимберли на полуострове Арнемленд и в центральной части континента, в горах Масгрейв и Мак-Доннел. Первые рисунки и петроглифы были обнаружены путешественником Джорджем Греем в 1841 году. Первые авторы обзоров рисунков: Дэвидсон (1952 г.), Маккарти (1938—1957 г.), Бердт (1958 г.) — определили количество рисунков в несколько десятков тысяч.
Присутствуют два стиля рисунков: стиль «Мими» и в рентгеновском стиле.
Рисунки в стиле «Мими» — выполнены тонкими линиями, схематичные, напоминают фигуры составленные из спичек, выполнены красной охристой краской. Рентгеновский стиль показывает скелет, внутренние органы, знание анатомии. По представлениям аборигенов рисунки сохранились со «Времен сновидений».

## Галерея

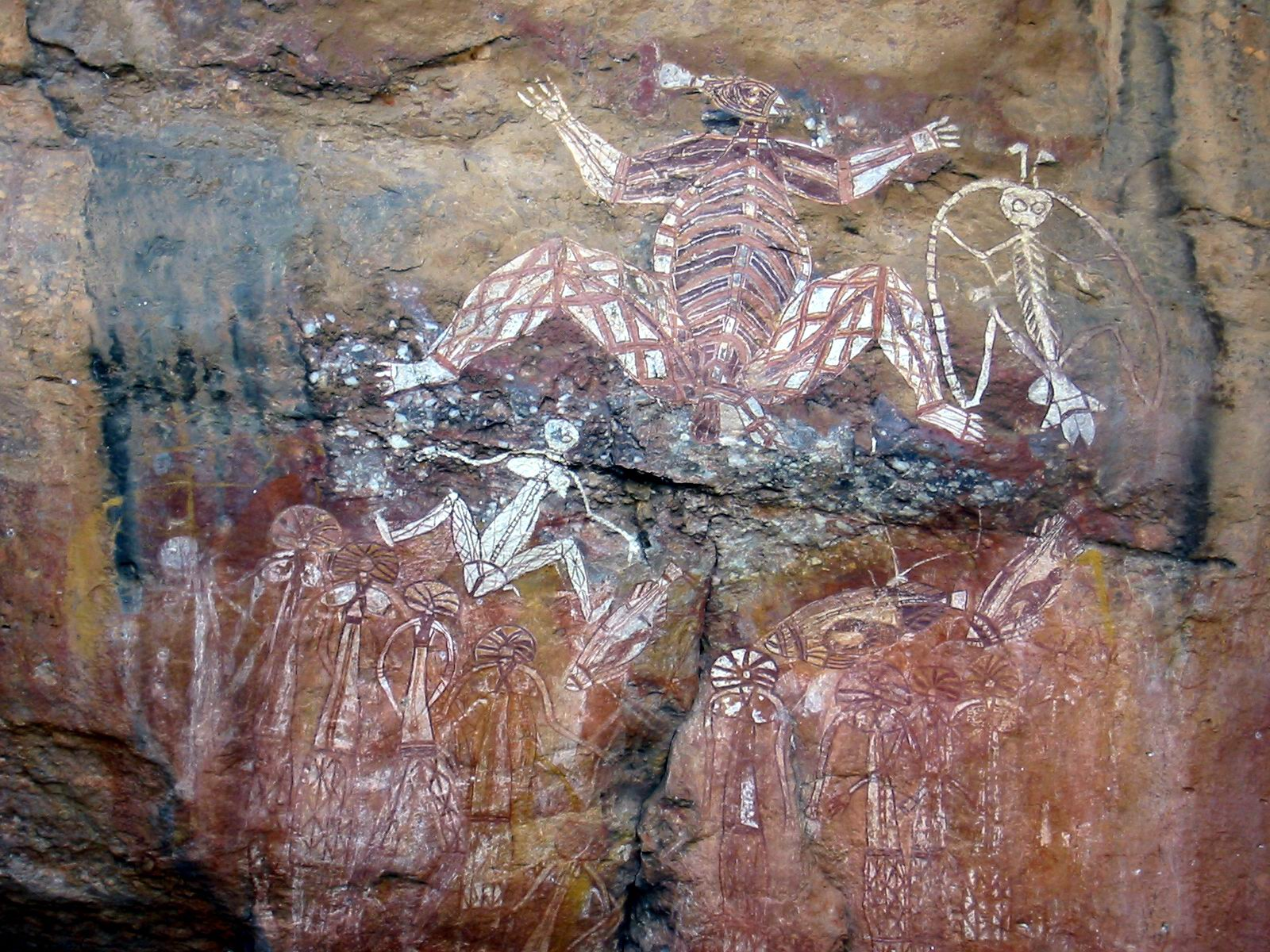
Сверху местный бог, его жена снизу. Справа — «человек-молния», снизу группа мужчин и женщин в торжественных головных уборах. Национальный парк Какаду, Австралия
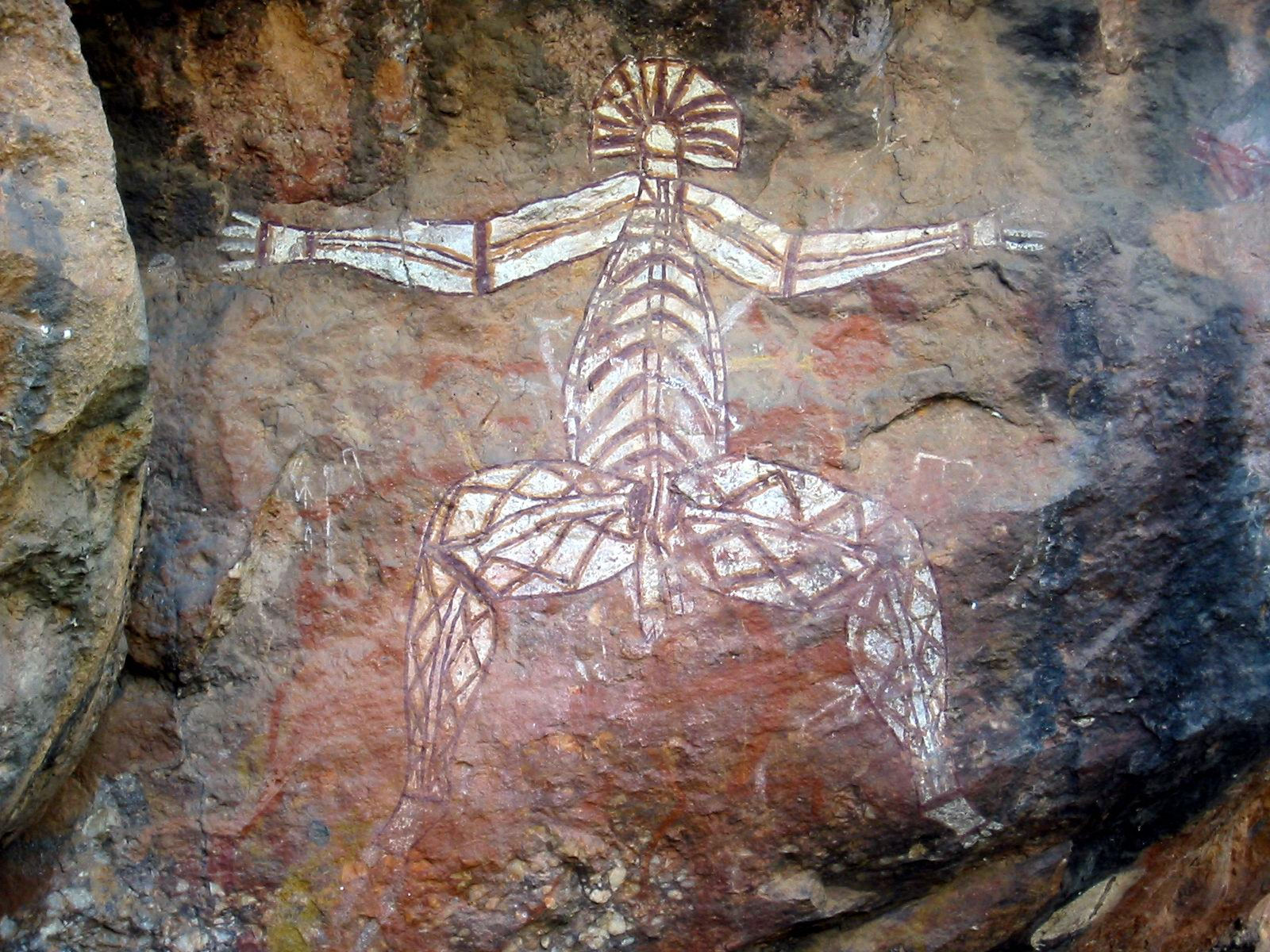
Национальный парк Какаду, Австралия
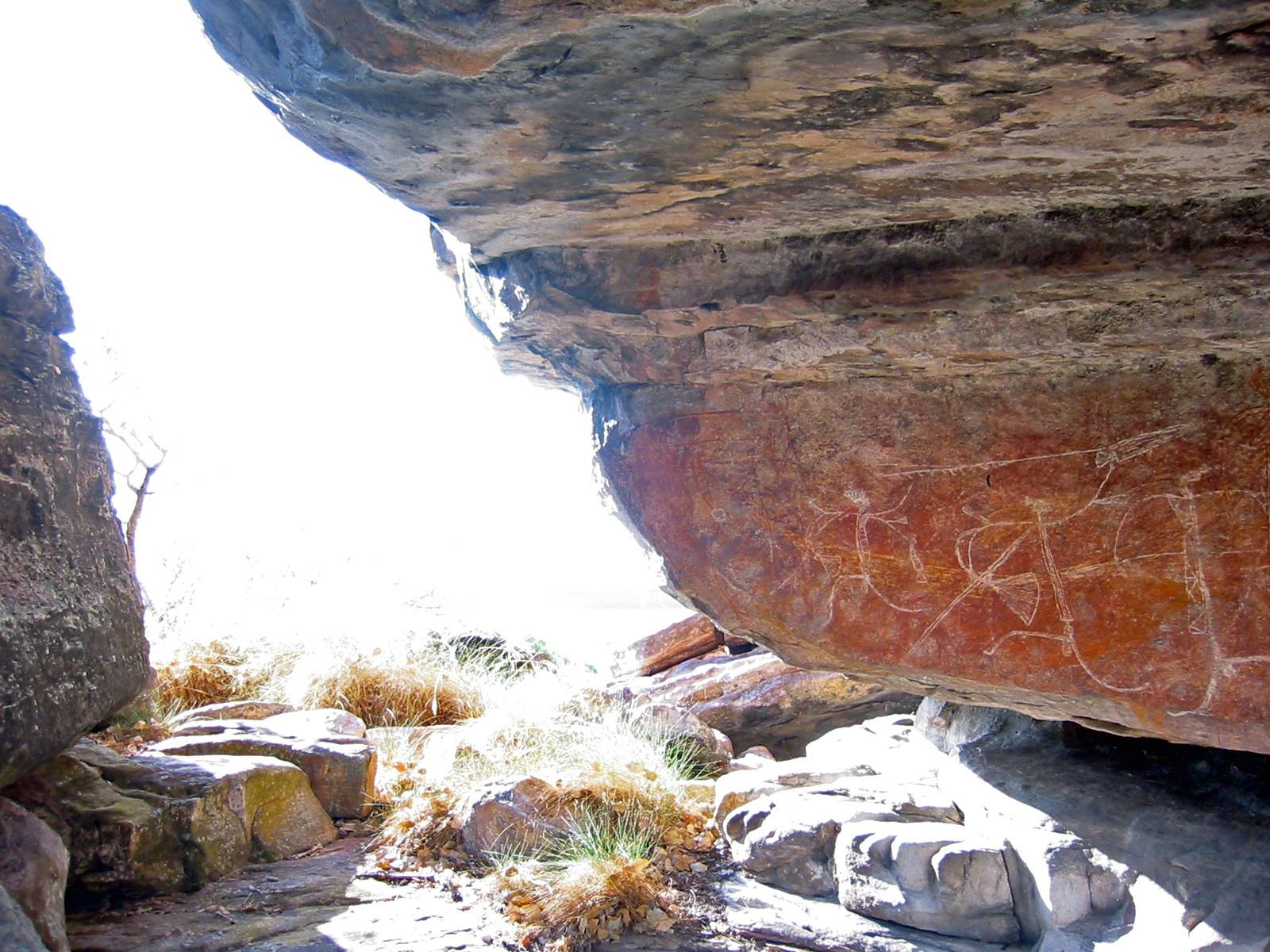
Национальный парк Какаду, Австралия
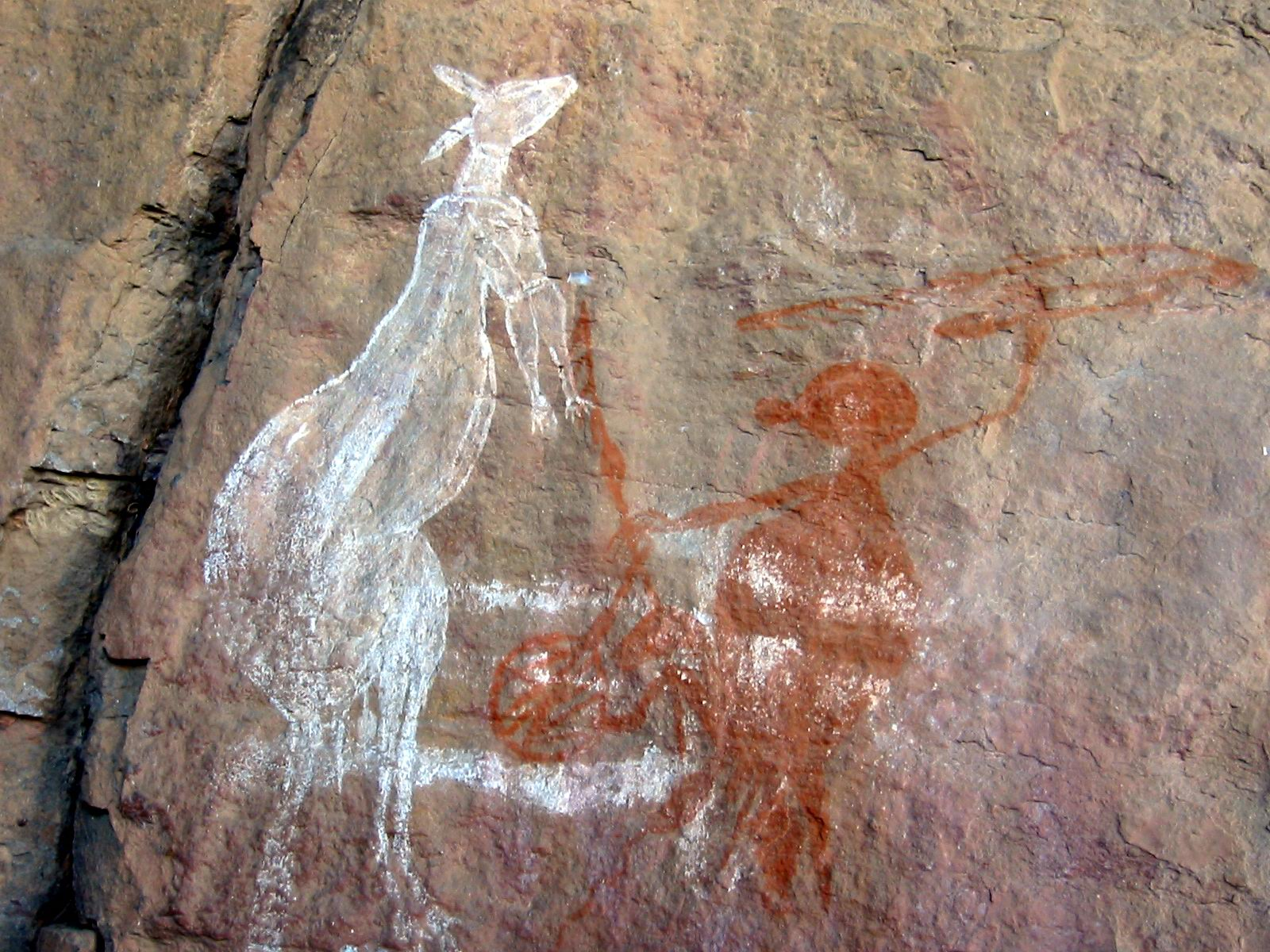
Национальный парк Какаду, Австралия
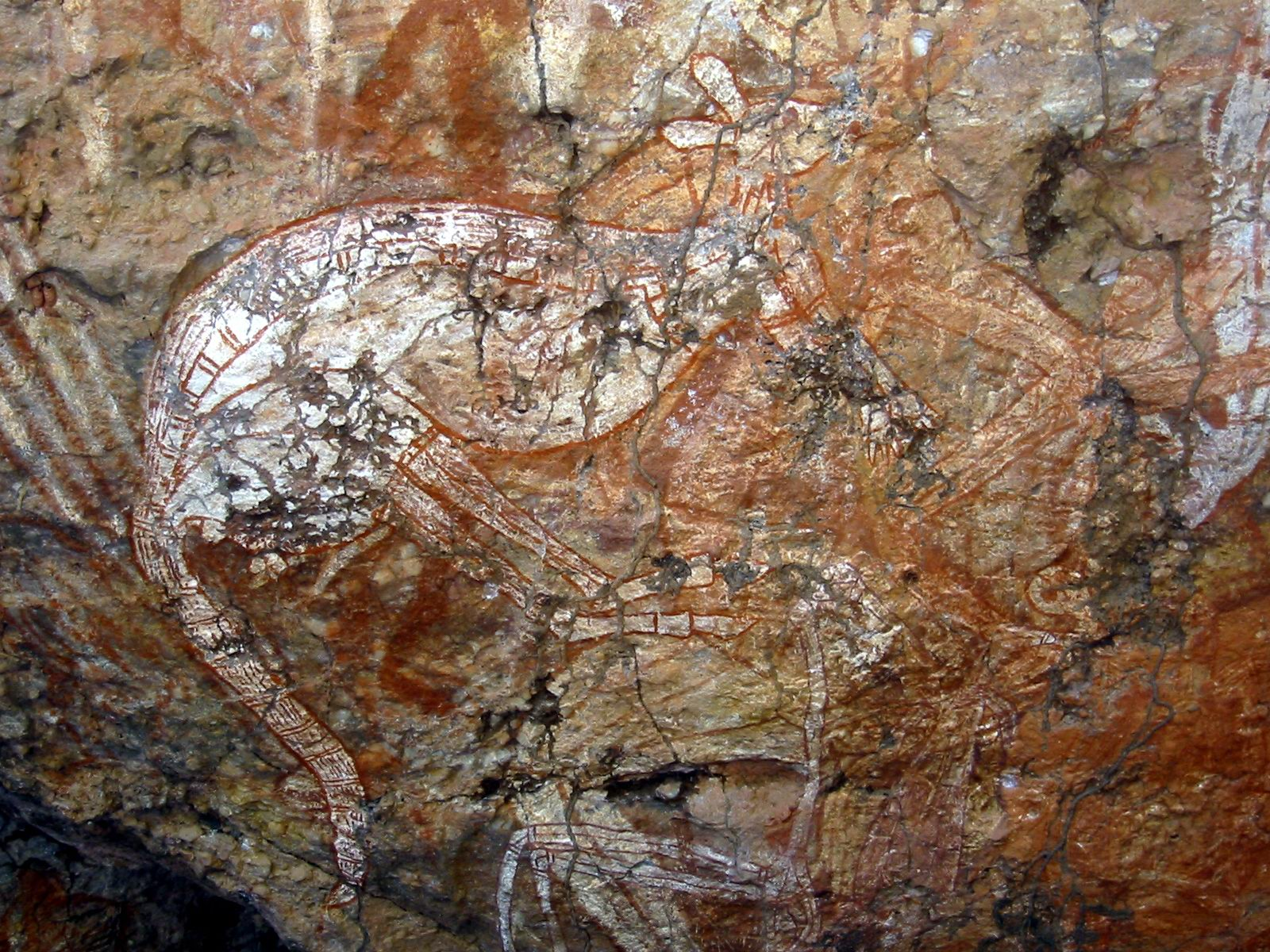
Национальный парк Какаду, Австралия
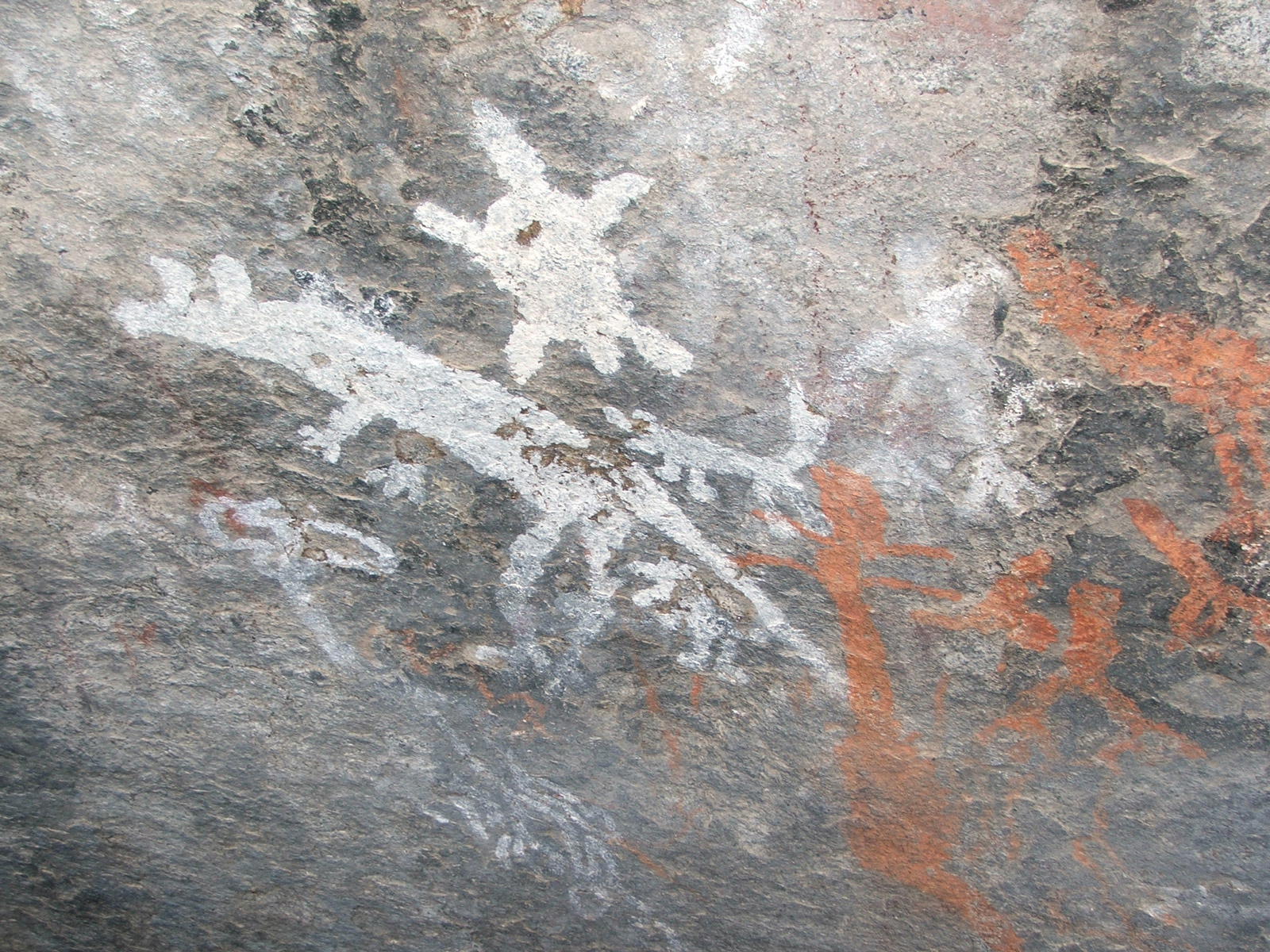
Рисунки аборигенов в Национальном парке Namadgi
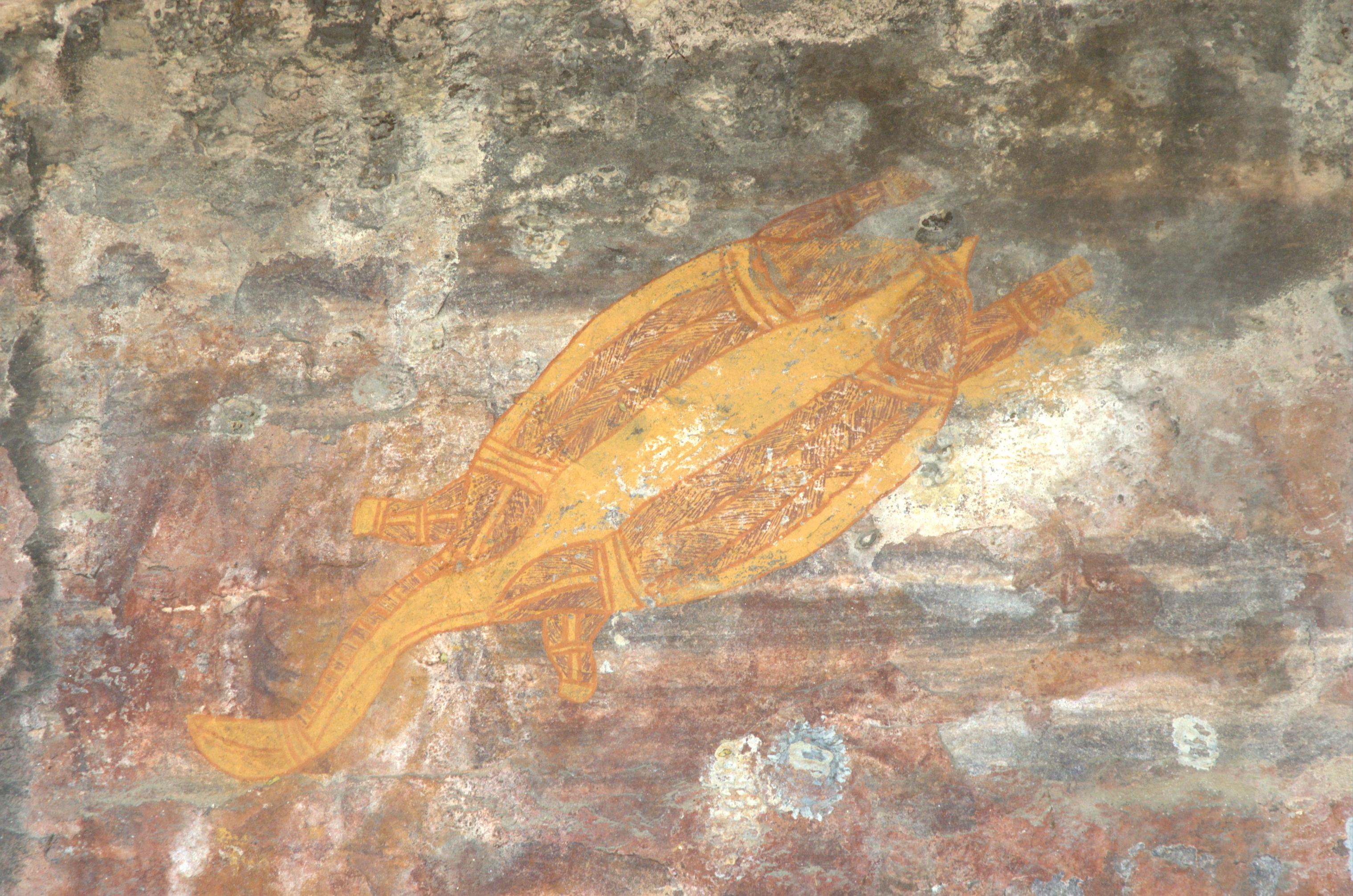
Наскальная живопись — «черепаха» — выполнена в рентгеновском стиле
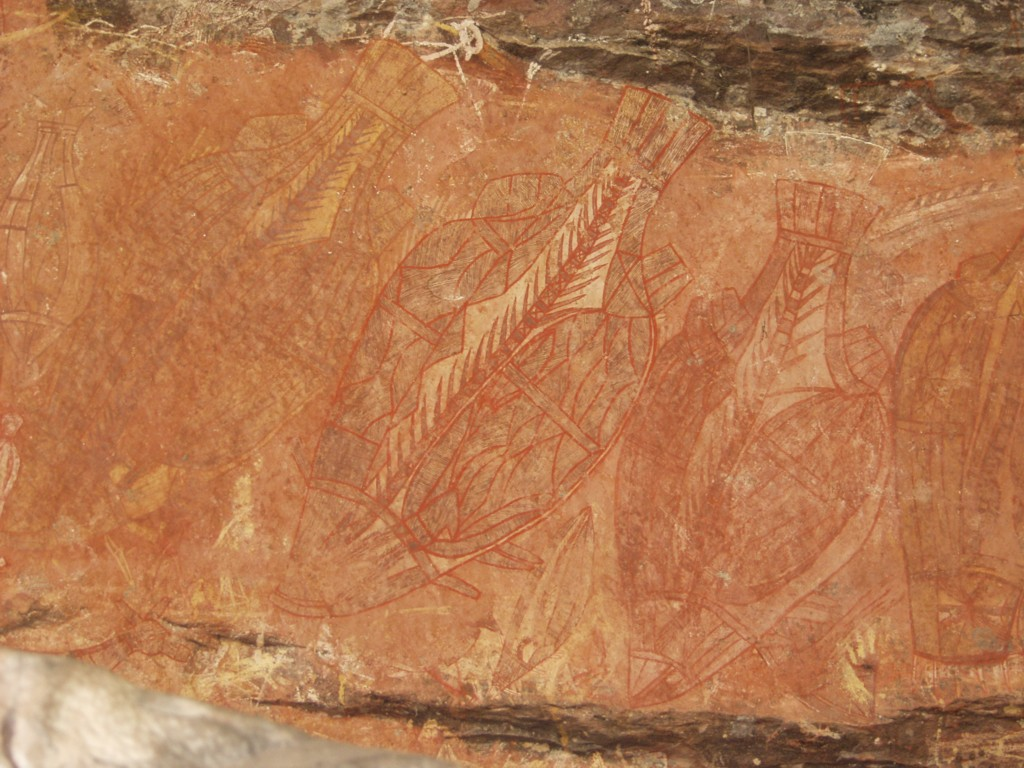
Изображение рыбы баррамунди